# ورل دو منتبل
ورل دو منتبل (به فرانسوی: Verel-de-Montbel) یک کمون در فرانسه است که در Canton of Le Pont-de-Beauvoisin واقع شده‌است.

## خصوصیات
ورل دو منتبل ۳٫۷۴ کیلومترمربع مساحت و ۲۸۷ نفر جمعیت دارد.